# Alessia Rovegno
Alessia Abril Rovegno Cayo (Santiago de Surco, Lima, 20 de enero de 1998) es una modelo y cantante peruana. Como ganadora del concurso Miss Perú 2022, Rovegno representó al Perú en el concurso Miss Universo 2022.

## Biografía
Alessia Abril Rovegno Cayo nació el 20 de enero de 1998 en la ciudad de Lima. Sus padres son, el panadero italiano Luis Rovegno y la actriz peruana Bárbara Cayo. Además, es sobrina de los actores Fiorella Cayo, Stephanie Cayo y Mario «Macs» Cayo.
Estudió en el Markham College. A los 19 años de edad se dedicó al modelaje, volviéndose portada en la revista Cosas en 2018. Posteriormente participó en la New York Fashion Week. Además, desde hace 4 años aproximadamente viene realizando campañas de apoyo social con la organización sin fines de lucro Bridgestoday.
Junto a su hermana Ariana, formó el dúo Alessia & Vambina.  Posteriormente se dedicaron a la interpretaciones de varios temas de género urbano. El 6 de octubre de 2021 lanzó su tema pop «Un amor como el nuestro» a cargo del productor colombiano Bernie Ossa. A menudo junto con su hermana, atienden en la panadería-pastelería Rovegno, propiedad de su padre.

## Reina de belleza
El 14 de junio de 2022, Rovegno compitió contra otras 9 candidatas en el certamen de Miss Perú 2022 realizado en los estudios de América Televisión en el distrito de Pachacamac, que fue transmitido por el mencionado canal. Al final del evento, Rovegno fue consagrada ganadora precediendo a Yely Rivera.
Como Miss Perú, Rovegno representó a Perú en el concurso Miss Universo 2022, que se llevó a cabo en Nueva Orleans, donde terminó en el Top 16 del certamen.

## Vida privada
El 12 de diciembre de 2021 confirmó su relación sentimental con el chico reality Hugo García, es por esta relación que se hizo mediática y conocida, al ser cubierta por programas de farándula.

## Discografía

### Sencillos
- «Un amor como el nuestro» (2021)
- «Nada serio» (2022)